# Premiul criticilor de film din New York pentru cea mai bună actriță
Premiul criticilor de film din New York pentru cea mai bună actriță este unul dintre premiile acordate de către criticii din New York în onoarea celei mai bune interpretări feminine în cinematografie.

## Câștigători
- † = Premiul Oscar pentru cea mai bună actriță

### Anii 1930
| An   | Câștigători       | Film               | Rol                     |
| ---- | ----------------- | ------------------ | ----------------------- |
| 1935 | Greta Garbo       | Anna Karenina      | Anna Karenina           |
| 1936 | Luise Rainer      | The Great Ziegfeld | Anna Held †             |
| 1937 | Greta Garbo       | Camille            | Marguerite Gautier      |
| 1938 | Margaret Sullavan | Three Comrades     | Patricia "Pat" Hollmann |
| 1939 | Vivien Leigh      | Gone with the Wind | Scarlett O'Hara †       |

### Anii 1940
| An   | Câștigători         | Film                      | Rol                        |
| ---- | ------------------- | ------------------------- | -------------------------- |
| 1940 | Katharine Hepburn   | The Philadelphia Story    | Tracy Lord                 |
| 1941 | Joan Fontaine       | Suspicion                 | Lina McLaidlaw Aysgarth †  |
| 1942 | Agnes Moorehead     | The Magnificent Ambersons | Fanny                      |
| 1943 | Ida Lupino          | The Hard Way              | Helen Chernen              |
| 1944 | Tallulah Bankhead   | Lifeboat                  | Constance "Connie" Porter  |
| 1945 | Ingrid Bergman      | The Bells of St. Mary's   | Mary Benedict              |
| 1945 | Ingrid Bergman      | Spellbound                | Constance Petersen         |
| 1946 | Celia Johnson       | Brief Encounter           | Laura Jesson               |
| 1947 | Deborah Kerr        | Black Narcissus           | Sister Clodagh             |
| 1947 | Deborah Kerr        | I See a Dark Stranger     | Bridie Quilty              |
| 1948 | Olivia de Havilland | The Snake Pit             | Virginia Stuart Cunningham |
| 1949 | Olivia de Havilland | The Heiress               | Catherine Sloper †         |

### Anii 1950
| An   | Câștigători    | Film                      | Rol                                   |
| ---- | -------------- | ------------------------- | ------------------------------------- |
| 1950 | Bette Davis    | All About Eve             | Margo Channing                        |
| 1951 | Vivien Leigh   | A Streetcar Named Desire  | Blanche DuBois †                      |
| 1952 | Shirley Booth  | Come Back, Little Sheba   | Lola Delaney †                        |
| 1953 | Audrey Hepburn | Roman Holiday             | Princess Ann †                        |
| 1954 | Grace Kelly    | The Country Girl          | Georgie Elgin †                       |
| 1954 | Grace Kelly    | Dial M for Murder         | Margot Wendice                        |
| 1954 | Grace Kelly    | Rear Window               | Lisa Carol Fremont                    |
| 1955 | Anna Magnani   | The Rose Tattoo           | Serafina Delle Rose †                 |
| 1956 | Ingrid Bergman | Anastasia                 | Anna Koreff/Grand Duchess Anastasia † |
| 1957 | Deborah Kerr   | Heaven Knows, Mr. Allison | Sister Angela                         |
| 1958 | Susan Hayward  | I Want to Live!           | Barbara Graham †                      |
| 1959 | Audrey Hepburn | The Nun's Story           | Sister Luke (Gabrielle van der Mal)   |

### Anii 1960
| An   | Câștigători                       | Film                              | Rol                               |
| ---- | --------------------------------- | --------------------------------- | --------------------------------- |
| 1960 | Deborah Kerr                      | The Sundowners                    | Ida Carmody                       |
| 1961 | Sophia Loren                      | Two Women (La Ciociara)           | Cesira †                          |
| 1962 | Nu s-a acordat (grevă a ziarului) | Nu s-a acordat (grevă a ziarului) | Nu s-a acordat (grevă a ziarului) |
| 1963 | Patricia Neal                     | Hud                               | Alma Brown †                      |
| 1964 | Kim Stanley                       | Séance on a Wet Afternoon         | Myra Savage                       |
| 1965 | Julie Christie                    | Darling                           | Diana Scott †                     |
| 1966 | Elizabeth Taylor                  | Who's Afraid of Virginia Woolf?   | Martha †                          |
| 1966 | Lynn Redgrave                     | Georgy Girl                       | Georgy                            |
| 1967 | Edith Evans                       | The Whisperers                    | Maggie Ross                       |
| 1968 | Joanne Woodward                   | Rachel, Rachel                    | Rachel Cameron                    |
| 1969 | Jane Fonda                        | They Shoot Horses, Don't They?    | Gloria Beatty                     |

### Anii 1970
| An   | Câștigători     | Film                                             | Rol                    |
| ---- | --------------- | ------------------------------------------------ | ---------------------- |
| 1970 | Glenda Jackson  | Women in Love                                    | Gudrun Brangwen †      |
| 1971 | Jane Fonda      | Klute                                            | Bree Daniels †         |
| 1972 | Liv Ullmann     | Cries and Whispers (Viskningar och rop)          | Maria                  |
| 1972 | Liv Ullmann     | The Emigrants (Utvandrarna)                      | Kristina               |
| 1973 | Joanne Woodward | Summer Wishes, Winter Dreams                     | Rita Walden            |
| 1974 | Liv Ullmann     | Scenes from a Marriage (Scener ur ett äktenskap) | Marianne               |
| 1975 | Isabelle Adjani | The Story of Adele H.                            | Adèle Hugo/Adèle Lewry |
| 1976 | Liv Ullmann     | Face to Face (Ansikte mot ansikte)               | Jenny Isaksson         |
| 1977 | Diane Keaton    | Annie Hall                                       | Annie Hall †           |
| 1978 | Ingrid Bergman  | Autumn Sonata (Höstsonaten)                      | Charlotte Andergast    |
| 1979 | Sally Field     | Norma Rae                                        | Norma Rae †            |

### Anii 1980
| An   | Câștigători       | Film                                     | Rol                     |
| ---- | ----------------- | ---------------------------------------- | ----------------------- |
| 1980 | Sissy Spacek      | Coal Miner's Daughter                    | Loretta Lynn †          |
| 1981 | Glenda Jackson    | Stevie                                   | Stevie Smith            |
| 1982 | Meryl Streep      | Sophie's Choice                          | Sophie Zawistowski †    |
| 1983 | Shirley MacLaine  | Terms of Endearment                      | Aurora Greenway †       |
| 1984 | Peggy Ashcroft    | A Passage to India                       | Mrs. Moore              |
| 1985 | Norma Aleandro    | The Official Story (La historia oficial) | Alicia Marnet de Ibáñez |
| 1986 | Sissy Spacek      | Crimes of the Heart                      | Babe Botrelle           |
| 1987 | Holly Hunter      | Broadcast News                           | Jane Craig              |
| 1988 | Meryl Streep      | A Cry in the Dark                        | Lindy Chamberlain       |
| 1989 | Michelle Pfeiffer | The Fabulous Baker Boys                  | Susie Diamond           |

### Anii 1990
| An   | Câștigători          | Film                         | Rol                        |
| ---- | -------------------- | ---------------------------- | -------------------------- |
| 1990 | Joanne Woodward      | Mr. and Mrs. Bridge          | India Bridge               |
| 1991 | Jodie Foster         | The Silence of the Lambs     | Clarice Starling †         |
| 1992 | Emma Thompson        | Howards End                  | Margaret Schlegel †        |
| 1993 | Holly Hunter         | The Piano                    | Ada McGrath †              |
| 1994 | Linda Fiorentino     | The Last Seduction           | Bridget Gregory/Wendy Kroy |
| 1995 | Jennifer Jason Leigh | Georgia                      | Sadie Flood                |
| 1996 | Emily Watson         | Breaking the Waves           | Bess McNeill               |
| 1997 | Julie Christie       | Afterglow                    | Phyllis Mann               |
| 1998 | Cameron Diaz         | There's Something About Mary | Mary Jensen                |
| 1999 | Hilary Swank         | Boys Don't Cry               | Brandon Teena †            |

### Anii 2000
| An   | Câștigători       | Film                         | Rol                       |
| ---- | ----------------- | ---------------------------- | ------------------------- |
| 2000 | Laura Linney      | You Can Count On Me          | Samantha "Sammy" Prescott |
| 2001 | Sissy Spacek      | In the Bedroom               | Ruth Fowler               |
| 2002 | Diane Lane        | Unfaithful                   | Connie Sumner             |
| 2003 | Hope Davis        | American Splendor            | Joyce Brabner             |
| 2003 | Hope Davis        | The Secret Lives of Dentists | Dana Hurst                |
| 2004 | Imelda Staunton   | Vera Drake                   | Vera Drake                |
| 2005 | Reese Witherspoon | Walk the Line                | June Carter Cash †        |
| 2006 | Helen Mirren      | The Queen                    | Queen Elizabeth II †      |
| 2007 | Julie Christie    | Away from Her                | Fiona Anderson            |
| 2008 | Sally Hawkins     | Happy-Go-Lucky               | Pauline "Poppy" Cross     |
| 2009 | Meryl Streep      | Julie & Julia                | Julia Child               |

### Anii 2010
| An   | Câștigători      | Film                   | Rol                          |
| ---- | ---------------- | ---------------------- | ---------------------------- |
| 2010 | Annette Bening   | The Kids Are All Right | Dr. Nicole "Nic" Allgood     |
| 2011 | Meryl Streep     | The Iron Lady          | Margaret Thatcher †          |
| 2012 | Rachel Weisz     | The Deep Blue Sea      | Hester Collyer               |
| 2013 | Cate Blanchett   | Blue Jasmine           | Jeanette "Jasmine" Francis † |
| 2014 | Marion Cotillard | The Immigrant          | Ewa Cybulska                 |
| 2014 | Marion Cotillard | Two Days, One Night    | Sandra Bya                   |
| 2015 | Saoirse Ronan    | Brooklyn               | Eilis Lacey                  |

## Vezi și
- Premiul criticilor de film din New York
- Premiul criticilor de film din New York pentru cel mai bun film
- Premiul criticilor de film din New York pentru cel mai bun actor
- Premiul criticilor de film din New York pentru cel mai bun regizor
- Premiul criticilor de film din New York pentru cel mai bun scenariu
- Premiul criticilor de film din New York pentru cel mai bun actor în rol secundar
- Premiul criticilor de film din New York pentru cea mai bună actriță în rol secundar